# Povijesni revizionizam
Povijesni revizionizam označava pokušaje ponovne procjene ili reinterpretacija pogleda na dokaze, motive i proces odlučivanja koji obuhvaću pojedine povijesne događaje. Ponovnim razmatranjem ili postavljanjem novih pitanja reinterpretacije dotad od većine priznatih spoznaja ili stavova na području povijesti, politike ili znanosti.
Reinterpretacija može biti upućena bilo kojem ideološkom sustavu, dominantnom poretku ili međunarodnom ugovoru. Metodologija temelji se na kritičkom pristupu koji nastoji racionalno revidirati od javnog mnijenja opće prihvaćene ideje otvaranjem rasprava i doprinosom novih informacija te preispitivanjem povijesnih izvora.
Važnost povijesnog revizionizma sažeto je opisao američki povjesničar James M. McPherson sljedećim riječima:

## Razlozi za reviziju povijesti
Najopćenitiji razlozi za pojavu povijesnog revizionizma ili novo tumačenje povijesnih događaja i procesa, mogu se sažeti na:
1. pristup novim podacima, najčešće u obliku državnih arhiva s kojih je tijekom vremena skinuta oznaka "državne tajne", a koji daju potpuno novu perspektivu, ili nova objašnjenja za određene događaje o kojima je postojalo uvriježeno mišljenje ili konsenzus;
2. nova znanstvena dostignuća, prije svega iz područja prirodnih ili forenzičkih znanosti, koji daju brojne nove podatke ili alate za određivanje starosti (datiranje), porijekla i drugih osobina ljudskih ostataka ili arheoloških artefakata;
3. promjene političkih okolnosti koje su nalagale da se povijest tumači na drugi način, odnosno novi kulturni i politički trendovi s kojima se dotadašnja povijest ili njeno tumačenje trebaju "uskladiti"

## Povijest povijesnog revizionizma
Kao povijesna metoda nastaje krajem 19. stoljeća s francuskom aferom i procesom Dreyfus.
U SFR Jugoslaviji Sarajevski atentat smatran je junačkim činom dok je danas to stajalište revidirano diljem svijeta osim u Srbiji. Primjerice povjesničar Christopher Clark smatra da je ubojstvo prijestolonasljednika Franje Ferdinanda bio terorizam i da je izabran za usmrćenje upravo zato što bi, da je ostvarena njegova trijalistička ideja o federaliziranju Dvojne Monarhije sa Zagrebom kao gradom ravnopravnim s Budimpeštom, postojala opasnost da Srbija izgubi promidžbu o ujedinjenju Srpstva.
Atentat je izvršen kod Latinske ćuprije. U bivšoj Jugoslaviji taj most je bio nazvan po atentatoru Gavrilu Principu, da bi mu nakon osamostaljenja BiH ponovo bio vraćen prvobitni naziv.
U Hrvatskoj, objavljuje 2023. god. povjesničar Ivo Goldstein knjigu "Povijesni revizionizam i neoustaštvo", gdje napada pokušaje reinterpretacije događaja iz hrvatske novije povijesti kao ideološki motovirane laži. O glavnim Goldsteinovim tezama i knjizi u cjelini -  gdje Goldstein kao povjesničar osuđuje cijeli niz hrvatskih povjesničara s rezultatima čijih se istraživanja ne slaže zbog ovog ili onoga razloga - hrvatski povjesničar Vladimir Geiger je u javnosti iznio izrazito lošu ocjenu. S druge strane, sam Ivo Goldstein se zauzeo za revidiranje spoznaja o starijoj hrvatskoj povijesti, primjerice o kralju Tomislavu, gdje dovodi u pitanje razne postavke koje su se uvriježile u hrvatskoj historiografiji tijekom 19. i 20. stoljeća.

## Primjeri revizionističkih povijesnih disciplina
- sovjetologija, anglosaksonska škola koja nastoji zamijeniti službenu pristranu kremljologiju kritičkim i društvenim pristupom,
- revizionistički socijalizam Eduarda Bernsteina,
- cionistički revizionizam Vladimira (Ze'eva) Jabotinskog,
- revizionizam Benešovih dekreta u Čehoslovačkoj,
- poljski revizionizam glede Katinskog pokolja,
- revizionizam ukrajinskog Holodomora.

## Vanjske poveznice
- "Pred izazovima revizionističkih historiografija - Regionalni kontekst", ur. Milivoj Bešlin i dr., "Edicija zbornici" (Knjiga 9), Udruga za modernu Povijest, Sarajevo, 2020.